# Cylindromyia diversa
Cylindromyia diversa är en tvåvingeart som först beskrevs av Walker 1853.  Cylindromyia diversa ingår i släktet Cylindromyia och familjen parasitflugor. Inga underarter finns listade i Catalogue of Life.